# Vriesea pereziana
Vriesea pereziana là một loài thực vật có hoa trong họ Bromeliaceae. Loài này được (André) L.B.Sm. miêu tả khoa học đầu tiên năm 1951.